# Vochysia
Vochysia är ett släkte av tvåhjärtbladiga växter. Vochysia ingår i familjen Vochysiaceae.

## Bildgalleri

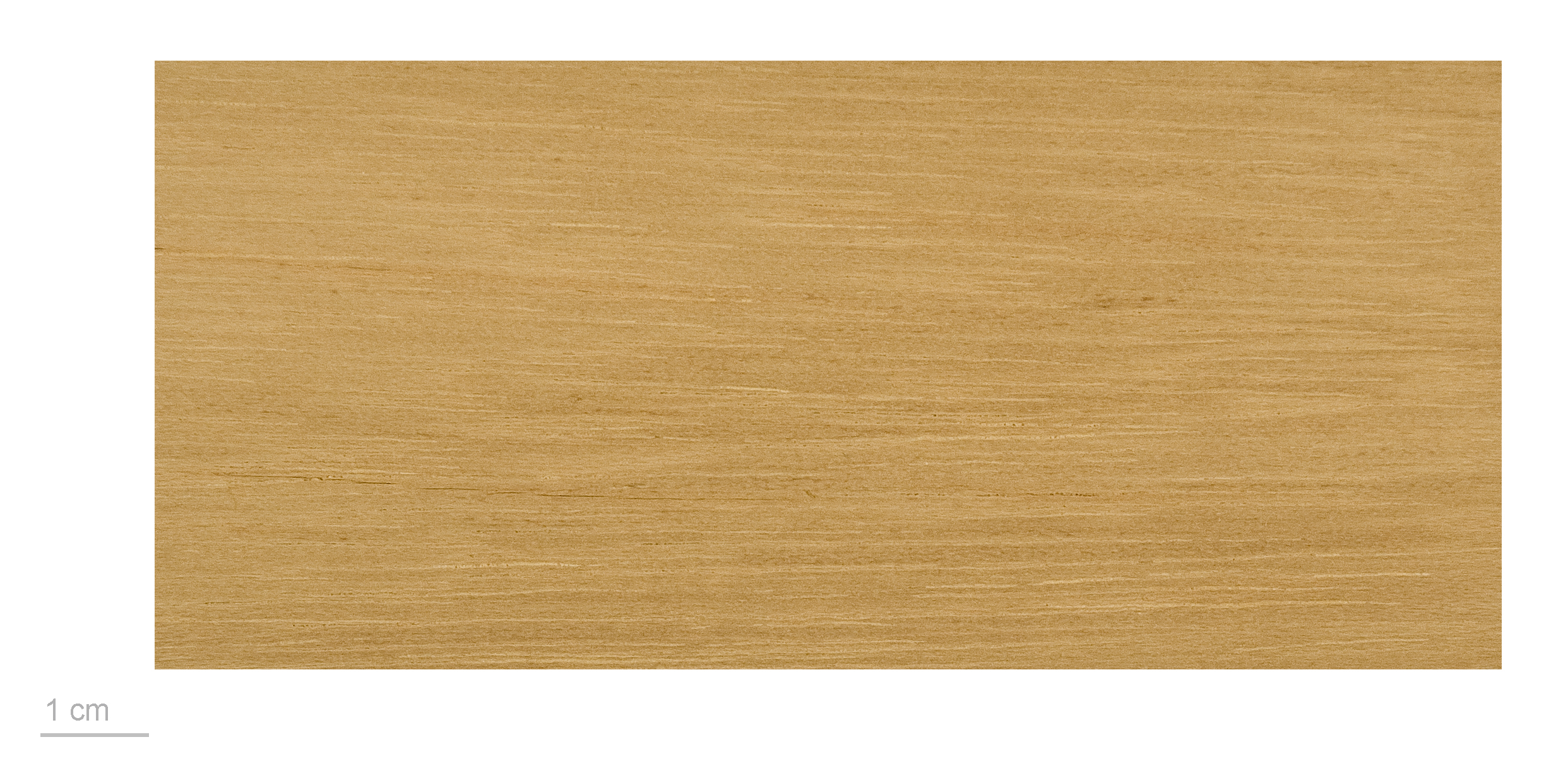

## Dottertaxa tillVochysia, i alfabetisk ordning[1]
- Vochysia acuminata
- Vochysia allenii
- Vochysia angelica
- Vochysia angustifolia
- Vochysia antioquia
- Vochysia apopetala
- Vochysia artantha
- Vochysia assua
- Vochysia aurantiaca
- Vochysia aurea
- Vochysia auriflora
- Vochysia awasensis
- Vochysia bautistae
- Vochysia bifalcata
- Vochysia biloba
- Vochysia boliviana
- Vochysia braceliniae
- Vochysia caesia
- Vochysia calamana
- Vochysia calophylla
- Vochysia cassiquiarensis
- Vochysia catingae
- Vochysia cayennensis
- Vochysia cinnamomea
- Vochysia cipoana
- Vochysia citrifolia
- Vochysia columbiensis
- Vochysia complicata
- Vochysia costata
- Vochysia crassifolia
- Vochysia dardanoi
- Vochysia dasyantha
- Vochysia densiflora
- Vochysia discolor
- Vochysia divergens
- Vochysia diversa
- Vochysia duquei
- Vochysia elegans
- Vochysia elliptica
- Vochysia emarginata
- Vochysia eximia
- Vochysia expansa
- Vochysia ferruginea
- Vochysia floribunda
- Vochysia fontellae
- Vochysia garcia-barrigae
- Vochysia gardneri
- Vochysia gentryi
- Vochysia gigantea
- Vochysia glaberrima
- Vochysia glazioviana
- Vochysia grandis
- Vochysia guatemalensis
- Vochysia guianensis
- Vochysia gummifera
- Vochysia haenkeana
- Vochysia hannekesaskiae
- Vochysia herbacea
- Vochysia ingens
- Vochysia inundata
- Vochysia jefensis
- Vochysia jonkeri
- Vochysia julianensis
- Vochysia kosnipatae
- Vochysia lanceolata
- Vochysia laurifolia
- Vochysia laxiflora
- Vochysia ledouxii
- Vochysia leguiana
- Vochysia lehmannii
- Vochysia liscanoi
- Vochysia lomatophylla
- Vochysia lopezpalacioi
- Vochysia lucida
- Vochysia macrophylla
- Vochysia magna
- Vochysia magnifica
- Vochysia maguirei
- Vochysia majuscula
- Vochysia mapirensis
- Vochysia mapuerae
- Vochysia mariziana
- Vochysia martiana
- Vochysia maxima
- Vochysia megalantha
- Vochysia megalophylla
- Vochysia meridensis
- Vochysia microphylla
- Vochysia neyratii
- Vochysia obidensis
- Vochysia oblongifolia
- Vochysia obovata
- Vochysia obscura
- Vochysia oppugnata
- Vochysia ortegae
- Vochysia pachyantha
- Vochysia pacifica
- Vochysia palmirana
- Vochysia parviflora
- Vochysia pauciflora
- Vochysia penae
- Vochysia petraea
- Vochysia pinkusii
- Vochysia poncy-barrieri
- Vochysia pruinosa
- Vochysia pumila
- Vochysia punctata
- Vochysia pygmaea
- Vochysia pyramidalis
- Vochysia radlkoferi
- Vochysia rectiflora
- Vochysia revoluta
- Vochysia riedeliana
- Vochysia rotundifolia
- Vochysia rubiginosa
- Vochysia rufa
- Vochysia sabatieri
- Vochysia saccata
- Vochysia saldanhana
- Vochysia santaluciae
- Vochysia schomburgkii
- Vochysia schwackeana
- Vochysia selloi
- Vochysia sessilifolia
- Vochysia spathiphylla
- Vochysia spathulata
- Vochysia speciosa
- Vochysia splendens
- Vochysia sprucei
- Vochysia stafleui
- Vochysia steyermarkiana
- Vochysia surinamensis
- Vochysia tabascana
- Vochysia talmonii
- Vochysia tetraphylla
- Vochysia thyrsoidea
- Vochysia tilletii
- Vochysia tomentosa
- Vochysia tucanorum
- Vochysia venezuelana
- Vochysia venulosa
- Vochysia vismiifolia